# Holme-Olstrup
Holme-Olstrup er en by på Sydsjælland med 1.279 indbyggere  (2024), beliggende i Holme Olstrup Sogn godt 9 kilometer øst for Næstved og naboby til Fensmark med 4 kilometers afstand. Byen ligger i Næstved Kommune og tilhører Region Sjælland.
Den lille by er især kendt for tv-julekalender-trilogien Nissebanden, Nissebanden i Grønland og Nissernes Ø, samt forlystelsesparken BonBon-Land.
Holme-Olstrup har siden 1870 været jernbanestation på Lille Syd.
Vejdirektoratet er i gang med at planlægge en opgradering af primærrute 54 til en motorvej (Næstvedmotorvejen) mellem Næstved og Rønnede. Efter linjeføring A blev valgt kommer motorvejen til at gå nord om Holme-Olstrup.

## Demografi
Pr. 1. januar, medmindre andet er angivet
| - 1976 - 506 - 1981 - 877 - 1986 - 962 - 1990 - 1.078 - 1996 - 1.084 | - 2000 - 1.069 - 2004 - 1.148 - 2008 - 1.164 - 2010 - 1.198 |